# Calanda
Calanda este un orașel în comarca Bajo Aragón, în provincia Teruel și comunitatea Aragon. Are o populație de 4.004 de locuitori. (2011).
Calanda este locul nașterii lui Luis Buñuel, regizor de film.

## Reference
1. ↑  Nomenclátor Geográfico de Municipios y Entidades de Población (20240402 edition)
2. ↑   https://www.heraldo.es/noticias/aragon/teruel/2019/06/15/calanda-gobierno-pp-alcalde-alberto-herrero-elecciones-1319720.html Lipsește sau este vid: |title= (ajutor)
3. ↑   https://datos.gob.es/es/catalogo/a02002834-nomenclator-ano-20147 Lipsește sau este vid: |title= (ajutor)
4. ↑  „INEbase / Demografía y población / Cifras de población y Censos demográficos”. Arhivat din original la 26 mai 2015. Accesat în 27 februarie 2012.